# Guitarra arpa

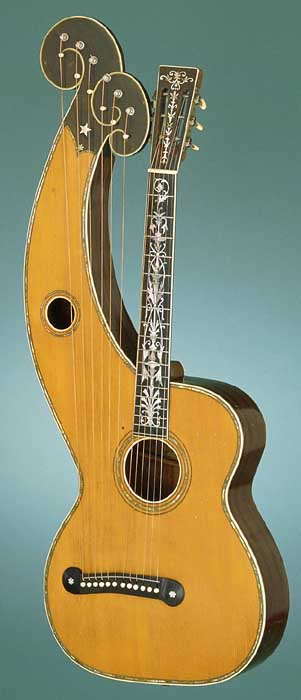
Ejemplar construido ca. 1915.

La guitarra arpa (llamada a veces guitarpa) es un instrumento musical armónico de cuerda. Posee seis cuerdas (las que posee una guitarra normal), además de entre cuatro y diez cuerdas más para los bajos, y en algunos casos ocho o diez cuerdas más agudas colocadas debajo de las de la propia guitarra.

## Historia
La guitarra arpa fue utilizada en la música celta irlandesa. Actualmente no es utilizada por muchos autores debido a su poca fama en el mundo de la música. Sin embargo es una guitarra que para algunos ofrece un sonido rico, completo y prometedor. Es un instrumento adecuado sobre todo para solistas.

## Conocidos tañedores ocasionales o habituales
Algunos músicos que emplearon cuerdas adicionales para los bajos en los instrumentos de cuerda pulsada fueron Carulli, Coste, Giuliani, Mertz, Sor y el croata Ivan Padovec.
Entre los guitarpistas de antaño, figuran los virtuosos italianos Pasquale Taraffo (1887–1937), Mario Maccaferri, Luigi Mozzani, Gian Battista Noceti, y Luis Soria Iribarne.
En los tiempos actuales, se ha podido oír tocar la guitarra arpa, entre otros, a estos músicos:

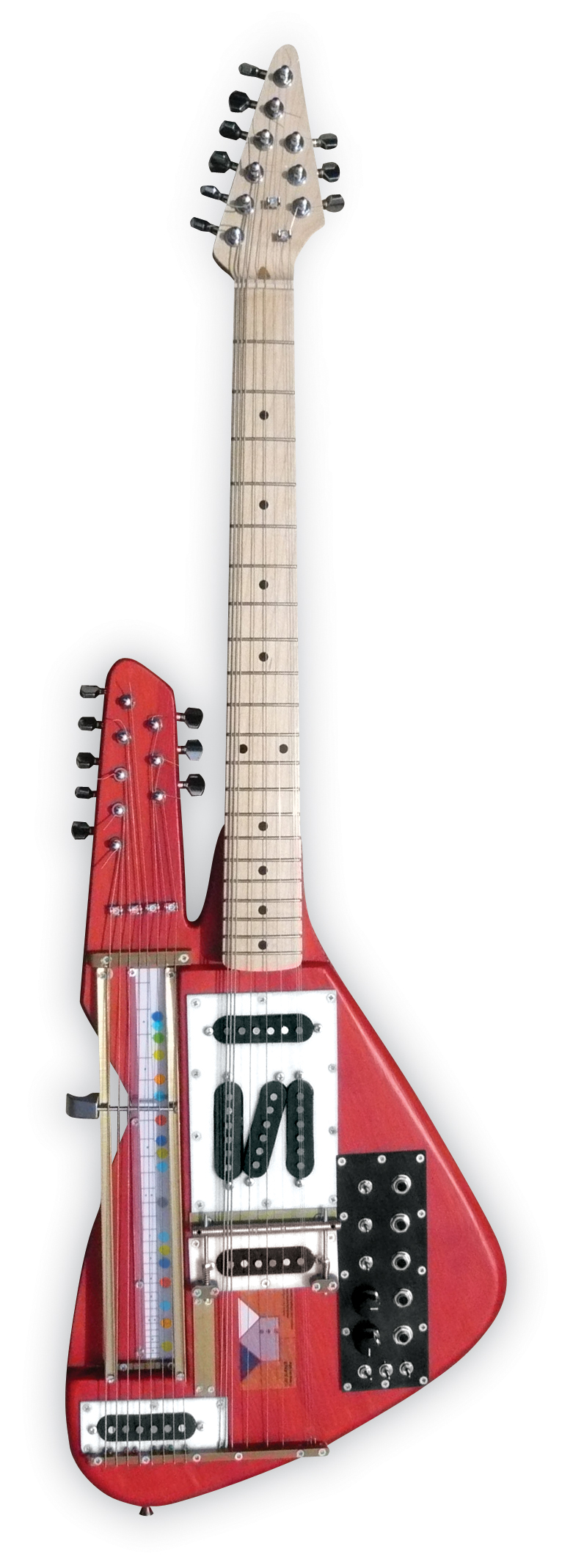
Modelo de Yuri Landman para Finn Andrews.

- Jason Carter
- Sean Martin
- Muriel Anderson
- Stephen Bennett
- John Doan
- Antoine Dufour
- William Eaton
- Beppe Gambetta
- Michael Hedges
- Brad Hoyt[5]
- Carter Lancaster
- Michael Lardie
- Dan LaVoie
- Jeff Martin
- Andy McKee
- Conor McMullan (Tank)
- Pat Metheny
- Jimmy Page
- Corey Petryschuk
- Dave Rex Powell
- Tom Shinness[6]
- Matt Thomas
- Andy WahlbergModelo de Yuri Landman para Finn Andrews.

## Guitarra arpa eléctrica
Algunos músicos que emplean modelos eléctricos de este instrumento son Tim Donahue y Michael Hedges. El grupo japonés Solmania, de estilo noise, cuenta con ejemplares construidos por sus mismos integrantes.
Yuri Landman construyó para Finn Andrews, del grupo The Veils, un ejemplar de 17 cuerdas: 9 corresponden al mástil de guitarra y 8 al de arpa.  El mástil de arpa cuenta con un puente desplazable para poder afinar los bordones.